# Alessandro Scarselli
Pour les articles homonymes, voir Scarselli.
Antonio Alessandro Scarselli, né en 1684 à Bologne, et mort en 1773, est un miniaturiste, copiste et graveur italien.

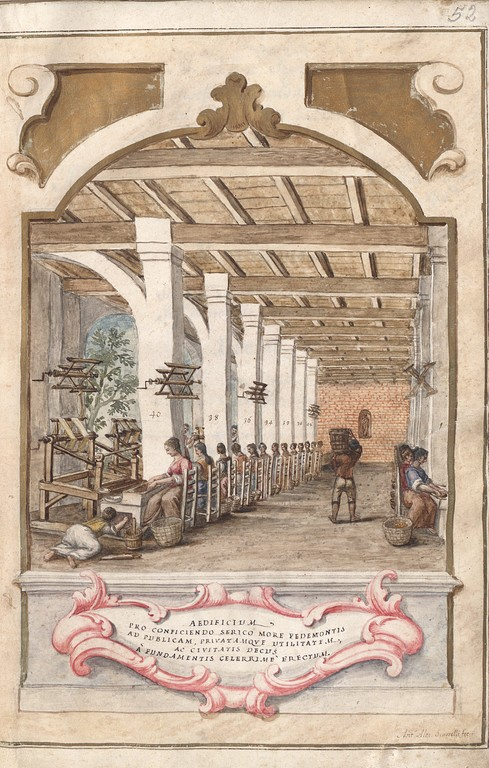
Antonio Alessandro Scarselli, bâtiment Caldiere de style piémontais, coupe architecturale avec des ouvrières, après 1750.

## Biographie
Alessandro Scarselli est né en 1684 à Bologne. Mari de  Maria Catarina Canossa-Scarselli (it), il travaille à Bologne. Il meurt en 1773.